# 2Next - Economia e Futuro
2Next - Economia e Futuro è stata una trasmissione televisiva andata in onda dal 2013 al 2016 su Rai 2 il martedì in seconda serata e condotta da Annalisa Bruchi.

## Contenuti
Il programma era un settimanale di approfondimento sui temi dell'economia, della finanza e della borsa.
Esso si avvalse anche dei contributi di Dario Vergassola per la parte comica e di Mario Sechi per l'agenda della settimana, riguardo ai temi caldi dell'economia mondiale e nazionale.